# Os Turcos

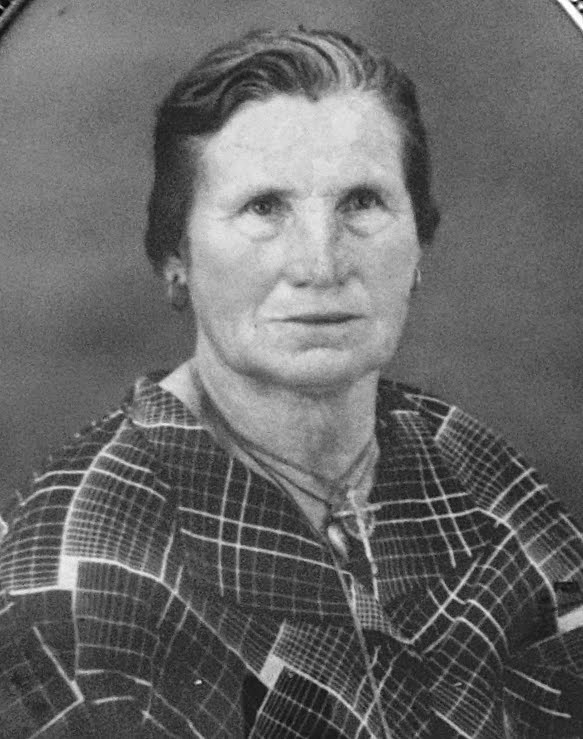
Dona Margarida Ferreira (1872-1950) nasceu a 13 de fevereiro de 1872 na Rua de Cima, em Albergaria-a-Velha, filha de Delfim Tavares da Silva Borges e de Venância Ermelinda Rosa Ferreira dos Santos. Doceira, primeira confeiteira dos doces "os Turcos"

Os doces Turcos são um tipo popular de doce feito à base de farinha de trigo, açúcar, ovos e manteiga, sem corantes, originário de Albergaria-a-Velha. O nome "Os Turcos" representa algumas variedades como as Rosquilhas, Raivas, Bolos de Gema, Cavacas, Suspiros, Queijadas e o Folar; e provém de uma especialidade centenária do concelho, confeccionados por Margarida Ferreira Coutinho que deu continuidade á tradição.

## História
O negócio doceiro familiar dos "Turcos" já vai na quarta geração, e a receita destes biscoitos está na família de Margarida Ferreira Coutinho desde os finais do século XIX, quando a sua avó, também Margarida, recebeu a receita de uma senhora de Aveiro, que tinha sido sua patroa no seu tempo de solteira.
O nome dos doces, foi o pai de Margarida Coutinho, cuja alcunha de família era “o turco”, quem deu finalmente um nome à doçaria tradicional de Albergaria-a-Velha.